# Duchesne (Utah)
Duchesne é uma cidade localizada no estado norte-americano de Utah, no Condado de Duchesne.

## Demografia
Segundo o censo norte-americano de 2000, a sua população era de 1408 habitantes.
Em 2006, foi estimada uma população de 1506, um aumento de 98 (7.0%).

## Geografia
De acordo com o United States Census Bureau tem uma área de
6,0 km², dos quais 6,0 km² cobertos por terra e 0,0 km² cobertos por água. Duchesne localiza-se a aproximadamente 1682 m acima do nível do mar.

## Localidades na vizinhança
O diagrama seguinte representa as localidades num raio de 40 km ao redor de Duchesne.